# Southgate (Florida)
Southgate ist  ein census-designated place (CDP) im Sarasota County im US-Bundesstaat Florida. Das U.S. Census Bureau hat bei der Volkszählung 2020 eine Einwohnerzahl von 6.287 ermittelt. 

## Geographie
Southgate grenzt im Nordwesten direkt an die Stadt Sarasota und liegt rund 80 km südlich von Tampa. 

## Demographische Daten
Laut der Volkszählung 2010 verteilten sich die damaligen 7173 Einwohner auf 4123 Haushalte. Die Bevölkerungsdichte lag bei 1379,4 Einw./km². 89,9 % der Bevölkerung bezeichneten sich als Weiße, 1,6 % als Afroamerikaner, 0,5 % als Indianer und 1,7 % als Asian Americans. 4,7 % gaben die Angehörigkeit zu einer anderen Ethnie und 1,7 % zu mehreren Ethnien an. 13,2 % der Bevölkerung bestand aus Hispanics oder Latinos.
Im Jahr 2010 lebten in 20,7 % aller Haushalte Kinder unter 18 Jahren sowie 35,2 % aller Haushalte Personen mit mindestens 65 Jahren. 54,9 % der Haushalte waren Familienhaushalte (bestehend aus verheirateten Paaren mit oder ohne Nachkommen bzw. einem Elternteil mit Nachkomme). Die durchschnittliche Größe eines Haushalts lag bei 2,10 Personen und die durchschnittliche Familiengröße bei 2,69 Personen.
17,9 % der Bevölkerung waren jünger als 20 Jahre, 20,2 % waren 20 bis 39 Jahre alt, 32,0 % waren 40 bis 59 Jahre alt und 29,8 % waren mindestens 60 Jahre alt. Das mittlere Alter betrug 48 Jahre. 48,8 % der Bevölkerung waren männlich und 51,2 % weiblich.
Das durchschnittliche Jahreseinkommen lag bei 49.389 $, dabei lebten 11,8 % der Bevölkerung unter der Armutsgrenze.
Im Jahr 2000 war Englisch die Muttersprache von 91,88 % der Bevölkerung, Spanisch sprachen 5,57 % und 2,55 % hatten eine andere Muttersprache.